# Азра Гані
Азра Кетрін Гіларі Гані (англ. Azra Catherine Hilary Ghani) — британська епідеміолог, професор епідеміології інфекційних захворювань в Імперському коледжі Лондона. Її дослідження розглядають математичне моделювання інфекційних захворювань, включаючи малярію, губчасту енцефалопатію великої рогатої худоби та коронавірусні хвороби. Вона працювала з Всесвітньою організацією охорони здоров'я над технічною стратегією боротьби з малярією. Вона є заступником директора Центру глобального аналізу інфекційних захворювань.

## Ранні роки життя й освіта
Азра Гані народилася в родині Фероза та Гіларі Гані. Вона вивчала математику в коледжі Ньюнем у Кембриджському університеті, отримавши свідоцтво про закінчення в 1989 році. Після закінчення навчання вона переїхала до Саутгемптонського університету, щоб отримати ступінь магістра з дослідження операцій. У 1993 році вона стала співробітником Імперського коледжу Лондона, де досліджувала епідеміологію гонореї та мережі сексуальних партнерів. Після отримання докторського ступеня Гані переїхала до Оксфордського університету, де її підтримала стипендія «Wellcome Trust». Пізніше вона повернулася до Імперського коледжу Лондона як науковий співробітник Лондонського королівського товариства.

## Дослідження та кар'єра
У 2005 році Гані був призначена викладачем Лондонської школи гігієни та тропічної медицини. Тут вона зацікавилася малярією, особливо складністю хвороби та необхідністю розуміння багатьох аспектів науки та суспільства для кращого контролю над нею. У 2007 році вона повернулася до Імперського коледжу Лондона, де працює професором епідеміології інфекційних захворювань і керівником дослідницької групи моделювання малярії. Її дослідження розглядали епідеміологію інфекційних захворювань, включаючи малярію, губчасту енцефалопатію великої рогатої худоби, ВІЛ, SARS та інших коронавірусів. Вона розробляє математичні моделі, які можуть краще описати динаміку передачі малярії, щоб візуалізувати, як вона впливає як на людей, так і на комарів, і використовувати це розуміння для боротьби з хворобою. Гані є членом консультативного комітету Всесвітньої організації охорони здоров'я з політики проти малярії. Її також обрали до консультативного комітету з губкоподібної енцефалопатії.
У 2017 році Гані була обрана членом Академії медичних наук. Завдяки своєму розумінню інфекційних захворювань Гані прагне краще інформувати про заходи в громадській охороні здоров'я. У 2020 році, під час пандемії COVID-19, Гані повідомила, що самоізоляція, домашній карантин і соціальне дистанціювання можуть обмежити кількість смертей у Великій Британії від коронавірусу приблизно на 20 тисяч. Вона співпрацювала з Нілом Фергюсоном, щоб показати, що під час пандемії Національна служба охорони здоров'я буде перевантажена великою кількістю хворих.

## Нагороди та відзнаки
- 2017 Обрана до Академії медичних наук[12]
- Медаль Чалмерса Королівського товариства тропічної медицини та гігієни — 2017 рік[17]

Гані є членом Королівського статистичного товариства. Вона стала кавалером Ордена Британської імперії (MBE) у День народження королеви 2021 року за заслуги в боротьбі з інфекційними захворюваннями та за епідеміологічні дослідження.

## Вибрані публікації
- Cheng, Allen (13 травня 2009). Faculty of 1000 evaluation for Pandemic potential of a strain of influenza A (H1N1): early findings. doi:10.3410/f.1159624.619929. (англ.)
- Whittaker, Charles; Slater, Hannah; Bousema, Teun; Drakeley, Chris; Ghani, Azra; Okell, Lucy (2020). Global & Temporal Patterns of Submicroscopic Plasmodium falciparum Malaria Infection (PDF). doi:10.1101/554311. (англ.)
- Donnelly, Christl A; Ghani, Azra C; Leung, Gabriel M; Hedley, Anthony J; Fraser, Christophe; Riley, Steven; Abu-Raddad, Laith J; Ho, Lai-Ming; Thach, Thuan-Quoc; Chau, Patsy; Chan, King-Pan (May 2003). Epidemiological determinants of spread of causal agent of severe acute respiratory syndrome in Hong Kong. The Lancet. 361 (9371): 1761—1766. doi:10.1016/s0140-6736(03)13410-1. ISSN 0140-6736. PMC 7112380. PMID 12781533. (англ.)
- Imperial College COVID-19 Response Team (16 березня 2020). Impact of non-pharmaceutical interventions (NPIs) to reduce COVID19 mortality and healthcare demand (PDF). (англ.)